# Bárbara da Matamba
Bárbara (1666), nascida Cambi (em quimbundo: Kambi), Cambu (Kambu) ou Mucambu (Mukambu) foi a angola (rainha) do Reino de Matamba entre 1663 e 1666, sucedendo sua irmã, a consagrada rainha Jinga Ambande.

## Biografia
Bárbara foi irmã da rainha Jinga, que unificou os reinos de Dongo e Matamba. Jinga promoveu seu casamento com o general João Guterres Angola Canini e nomeou-a herdeira. Porém, Bárbara foi capturada pelos portugueses e mantida refém durante as negociações com sua irmã. 
Em 1656, foi libertada pelos portugueses contra várias centenas de escravos. A rainha Jinga assinou um tratado de paz com Portugal e se converteu ao catolicismo, adotando oficialmente o nome cristão de Ana de Sousa. Após a morte de Jinga, Bárbara assumiu o trono. Junto a isso, eclodiu uma guerra civil em Matamba entre ela, apoiada por seu marido, e António Jinga Amona. O conflito apenas teve fim quando seu filho, Francisco, subiu ao trono, em 1680. 

Ela teve dois filhos; Francisco, que reinou entre 1680 e 1681, e Verônica, que reinou entre 1681 e 1721. 